# گیورگ اشپور
گیورگ اشپور (انگلیسی: Georg Spohr؛ زادهٔ ۲۴ ژانویهٔ ۱۹۵۱) قایقران روئینگ اهل آلمان شرقی بود.
وی در مسابقات کشوری و بین‌المللی در مجموع برندهٔ ۳ مدال طلا، ۱ مدال نقره شده‌است.